# Sarah Geronimo
Sarah Asher Tua Geronimo (Manila, 25 de julio de 1988), conocida artísticamente como Sarah Geronimo, es una cantante, compositora y actriz filipina. La primera actuación pública suya fue en un centro comercial cuando contaba con 2 años de edad. Participó en los programas infantiles Penpen de Sarapen (con 4-6 años de edad), Ang TV (con 7-8 años), y NEXT (con 8-9 años). Con 7 años de edad fue una de las artistas que actuaron delante del Papa Juan Pablo II durante su visita en 1995. 
Participó a los 14 años en el concurso de canto Star for a Night presentado por Regine Velásquez, donde surgió como ganadora del gran premio con su versión de la canción «To Love You More»: ganó 1 millón de pesos y un contrato de gestión con la agencia Viva Entertainment. 

## Discografía

### Álbumes de estudio
| Año  | Título                     | Sello        | Certificaciones |
| 2003 | Popstar: A Dream Come True | VIVA Records | 2× Diamante     |
| 2004 | Sweet Sixteen              | VIVA Records | 8× Platino      |
| 2006 | Becoming                   | VIVA Records | 4× Platino      |
| 2007 | Taking Flight              | VIVA Records | 4× Platino      |
| 2008 | Just Me                    | VIVA Records | 2× Platino      |
| 2009 | Your Christmas Girl        | VIVA Records | Platino         |
| 2009 | Music and Me               | VIVA Records | Platino         |
| 2011 | One Heart                  | VIVA Records | 6× Platino      |
| 2012 | Pure OPM Classics          | VIVA Records | 3× Platino      |
| 2013 | Expressions                | VIVA Records | Platino         |
| 2014 | Perfectly Imperfect        | VIVA Records | 2× Platino      |
| 2015 | The Great Unknown          | VIVA Records | Platino         |
| 2018 | This 15 Me                 | VIVA Records |                 |

## Filmografía
Películas interpretadas por Sarah Geronimo:
| Año  | Título                        | Personaje                     | Producción                            | Notas                                                      |
| 1995 | Sarah... Ang Munting Prinsesa | (compañera de clase de Sarah) | Star Cinema                           | Personaje de fondo. Acreditada como «Sarah Asher Geronimo» |
| 2003 | Filipinas                     | Kathlyn                       | VIVA Films                            | Film debut                                                 |
| 2003 | Captain Barbell               | (hermana de Enteng)           | Premiere Productions, VIVA Films      |                                                            |
| 2004 | Masikip sa dibdib             | (cameo)                       | VIVA Films                            |                                                            |
| 2004 | Annie B.                      |                               | VIVA Films                            |                                                            |
| 2004 | Lastikman: Unang Banat        | Lara Manuel                   | VIVA Films                            |                                                            |
| 2008 | A Very Special Love           | Laida Magtalas                | ABS-CBN Film Productions, VIVA Films  | Primera película con personaje principal                   |
| 2009 | You Changed My Life           | Laida Magtalas                | ABS-CBN Film Productions, VIVA Films  |                                                            |
| 2010 | Hating kapatid                | Cecil                         | VIVA Films                            |                                                            |
| 2011 | Catch Me... I'm in Love       | Roan                          | ABS-CBN Film Productions, VIVA Films  |                                                            |
| 2011 | Won't Last a Day Without You  | DJ Heidee / George            | ABS-CBN Film Productions, VIVA Films  |                                                            |
| 2013 | It Takes a Man and a Woman    | Laida Magtalas                | ABS-CBN Film Productions, VIVA Films  |                                                            |
| 2014 | Maybe This Time               | Steph / Teptep                | ABS-CBN Productions, VIVA Films       |                                                            |
| 2015 | The Breakup Playlist          | Trixie David                  | ABS-CBN Film Productions, VIVA Films  |                                                            |
| 2017 | Finally Found Someone         |                               | Star Cinema, VIVA Films               |                                                            |
| 2018 | Miss Granny                   | Audrey de Leon                | VIVA Films, N² Productions (asociado) |                                                            |

Televisión

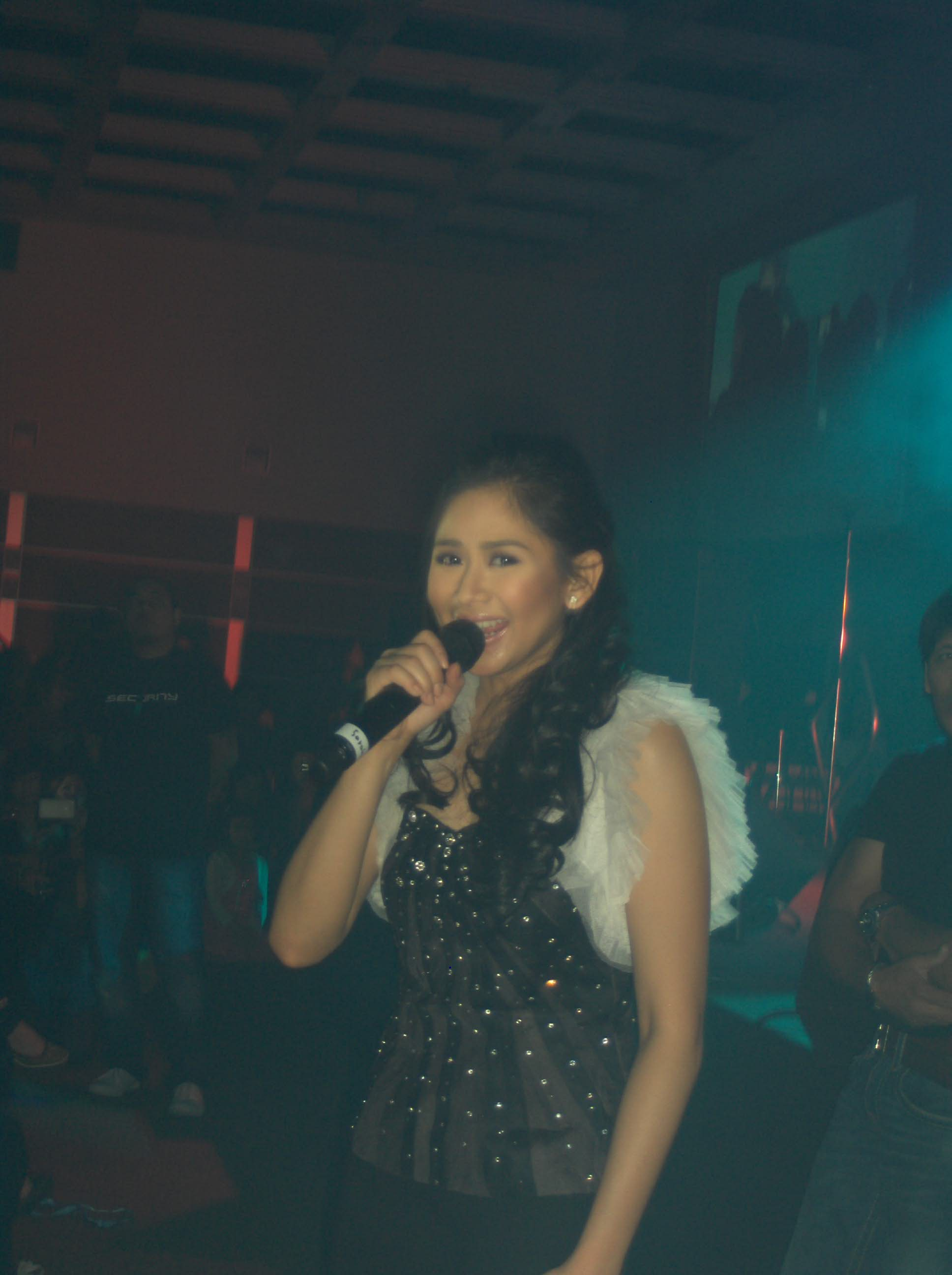
Sarah Geronimo durante un concierto en Londres en 2009.

Selección de programas de televisión donde ha aparecido Sarah Geronimo:
| Año           | Título                                   | Canal                    | Personaje                          |
| 1992-1994     | Penpen de Sarapen                        | RPN                      | (ella misma/intérprete)            |
| 1995-1996     | Ang TV                                   | ABS-CBN                  | (ella misma/intérprete)            |
| 1996-1997     | NEXT                                     |                          | (ella misma)                       |
| 2003          | Star for a Night                         | IBC                      | (ella misma/ganadora del concurso) |
| 2004          | Sarah, the Teen Princess                 | ABS-CBN                  | Sarah                              |
| 2004          | ASAP Mania                               | ABS-CBN                  | (ella misma)                       |
| 2005          | SCQ Reload: Kilig Ako!                   | ABS-CBN                  | Sarah                              |
| 2005          | Search for the Star in a Million         | ABS-CBN                  | (ella misma)                       |
| 2005          | ASAP '05                                 | ABS-CBN                  | (ella misma)                       |
| 2005-2007     | Little Big Star                          | ABS-CBN                  | (ella misma/presentadora)          |
| 2006          | ASAP '06                                 | ABS-CBN                  | (ella misma)                       |
| 2006          | Maalaala Mo Kaya (epis.: «Kwintas»)      | ABS-CBN                  | Rose                               |
| 2006          | Bituing Walang Ningning                  | ABS-CBN                  | Dorina Pineda / Emilia Rose Suarez |
| 2007          | ASAP '07                                 | ABS-CBN                  | (ella misma)                       |
| 2007          | Pangarap na Bituin                       | ABS-CBN                  | Emerald Mendoza / Emerald Gomez    |
| 2008          | ASAP '08                                 | ABS-CBN                  | (ella misma)                       |
| 2008          | Maalaala Mo Kaya (epis.: «Dollhouse»)    | ABS-CBN                  | Marie                              |
| 2009          | ASAP '09                                 | ABS-CBN                  | (ella misma)                       |
| 2009-presente | Popstar Diaries                          | Pinoy Box Office Viva TV | (ella misma)                       |
| 2010          | Idol                                     | ABS-CBN                  | Billie / Jean                      |
| 2012-2013     | Sarah G. Live                            | ABS-CBN                  | (ella misma/presentadora)          |
| 2013          | The Voice of the Philippines (1ª sesión) | ABS-CBN                  | (coach)                            |
| 2014          | The Voice Kids (1ª sesión)               | ABS-CBN                  | (coach)                            |
| 2014-2015     | The Voice of the Philippines (2ª sesión) | ABS-CBN                  | (coach)                            |
| 2015          | The Voice Kids (2ª sesión)               | ABS-CBN                  | (coach)                            |
| 2017          | The Voice Teens (1ª sesión)              | ABS-CBN                  | (coach)                            |